# Kościół Matki Bożej Królowej Polski w Węglińcu
Kościół Matki Bożej Królowej Polski – rzymskokatolicki kościół filialny należący do parafii Najświętszego Serca Pana Jezusa w Węglińcu. 

## Historia
Jest to świątynia poewangelicka wybudowana w 1878 roku. W 1947 roku została przejęta przez katolików i zaopiekowali się nią kolejarze. W 1947 roku dzięki staraniom kolejarzy i księdza proboszcza kościół został poświęcony razem z obrazem Matki Bożej Częstochowskiej. Otrzymał wtedy wezwanie Matki Bożej Królowej Korony Polski. Ze względu na to, że kolejarze zaopiekowali się świątynią, jest ona nazywana potocznie kościołem kolejowym i służy parafianom do dziś.

## Architektura
Jest to Kościół posiadający jednonawową dyspozycję przestrzennej z wydzielonym, poligonalnym prezbiterium oraz z dobudowaną od strony południowo-wschodniej wieżą, w której przyziemiu znajduje się zakrystia. Wejście główne, znajdujące się w płytkim portyku zakończonym trójkątną ścianą szczytową, jest zaakcentowane sygnaturką.
Bryła świątyni jest ukształtowana na zasadzie dodatków i nakryta w części korpusu dachem dwuspadowym, a nad prezbiterium dachem wielopołaciowym. Dominującym elementem jest zbudowana na planie kwadratu wieża nakryta dachem namiotowym. Budowla jest postawiona na wysokim cokole, posiada jednakowe pod względem formy i detalu elewacje, oblicowane cegłą ceramiczną, z detalem architektonicznym wykonanym z użyciem tego samego materiału. Artykulacja elewacji jest wyznaczona przez zamknięte łukiem pełnym otwory okienne z ceglanymi maswerkami. Narożniki są ujęte przez wąskie lizeny, zwieńczone na szczycie sterczynami z motywem krzyża. Całość jest zwieńczona gzymsem koronującym podpartym na konsolkach z fryzem kostkowym znajdującym się niżej.
Dyspozycja wnętrza związana jest z układem i formą brył poszczególnych części świątyni. Jednonawowy korpus posiadający zwartą, jednakową strukturę jest nakryty stropem, posiadającym proste fasety. Nawa jest ujęta przez jedną kondygnację empor oraz szeroką, złamaną w środkowej części emporą organową podpartą drewnianymi filarami. Prezbiterium otwiera się do nawy łukiem tęczowym.
Architektonicznie świątynia posiada zarówno elementy neogotyku (przykładem jest wyeksponowanie ceglanego wątku stylizowanych przypór narożnikowych i maswerków), jak i neoromanizmu (przykładem są tu półkoliście zamknięte otwory okienne, fryz kostkowy). Wieża charakteryzująca się nowoczesnymi, modernistycznymi formami równocześnie idealnie wiąże się z korpusem kościoła powstałym w XIX wieku.